# Teoria de conjuntos de Zermelo
Em matemática, a Teoria de conjuntos de Zermelo, abreviada Z, é a apresentação axiomática da Teoria de conjuntos publicada pela primeira vez por Ernst Zermelo em 1908 no seu artigo Pesquisas sobre os fundamentos da teoria de conjuntos. I 
e que formou a base da Teoria de conjuntos de Zermelo-Fraenkel, ZF, a teoria axiomática de conjuntos mais utilizada hoje, que resulta de acrescentar à Teoria de Zermelo os axiomas de substituição e fundação.

## Axiomas da teoria de Zermelo

### Axioma de extensão
Dois conjuntos são iguais (são o mesmo conjunto) se eles têm os mesmos elementos. Na linguagem da lógica atual:
{\displaystyle \forall x\forall y[\forall z(z\in x\Leftrightarrow z\in y)\Rightarrow x=y].}

### Axioma do conjunto vazio
Existe um conjunto, o conjunto vazio ∅, que não contém nenhum elemento:
{\displaystyle \exists x\forall y\;(y\not \in x)}

### Axioma do conjunto unitário e do par
Para cada conjunto {\displaystyle x} existe o conjunto unitário {\displaystyle \{x\}}. Para cada conjunto {\displaystyle x} e para cada conjunto
{\displaystyle y} existe o par (não ordenado) {\displaystyle \{x,y\}}.
{\displaystyle \forall x\exists z(z=\{x\})}
{\displaystyle \forall x\forall y\exists z(z=\{x,y\})}
Na sua publicação de 1908, Zermelo enuncia o Axioma II com o nome "Axioma dos conjuntos elementares". Esse axioma tem três partes, que correspondem ao conjunto vazio, conjunto unitário e conjunto de pares. Se interpretamos "dois objetos" do enunciado original de Zermelo do axioma de pares, como dois objetos diferentes, ficaria:
{\displaystyle \forall x\forall y\left(x\neq y\Rightarrow \exists z\left(z=\{x,y\}\right)\right)}
Apesar desse último não ser logicamente equivalente (em primeira ordem) à forma usual anterior, os outros axiomas permitem afirmar a existência de {\displaystyle \{x\}} e de {\displaystyle \{y\}} usando {\displaystyle \{x,y\}}.

### Axioma da separação
Se a propriedade {\displaystyle P(z)} está definida para todos os elementos de um conjunto {\displaystyle x}, então existe um subconjunto
{\displaystyle y} de {\displaystyle x} que contém os elementos de
{\displaystyle x} que satisfazem a propriedade {\displaystyle P}. Em termos
atuais, dada uma fórmula {\displaystyle \phi (s_{0},\dots ,s_{n},z)} de primeira
ordem da linguagem de ZF com a variável livre {\displaystyle z} e
os parâmetros {\displaystyle s_{0},\dots ,s_{n}}:
{\displaystyle \forall x\exists y\forall z\;(z\in y\Leftrightarrow z\in x\wedge \phi (s_{0},\dots ,s_{n},z))}

### Axioma do conjunto potência
Para todo conjunto {\displaystyle x} existe um conjunto {\displaystyle y} que tem como elementos todos os subconjuntos de {\displaystyle x}.
{\displaystyle \forall x\exists y\forall z(z\subseteq x\rightarrow z\in y)}
Um tal {\displaystyle y} é denominado "conjunto potência de {\displaystyle x}" ou "conjunto das partes de {\displaystyle x}", usualmente denotado:
{\displaystyle y={\mathcal {P}}(x)}

### Axioma da união
Para todo conjunto {\displaystyle x} existe um conjunto {\displaystyle y} tal que todo elemento {\displaystyle z} que pertence a um elemento de
{\displaystyle x} é um elemento de {\displaystyle y}.
{\displaystyle \forall x\,\exists y\,\forall z\,\forall h(h\in x\land z\in h\Rightarrow z\in y)}
Esse {\displaystyle y} cuja existência é afirmada pelo axioma é denominado "união de {\displaystyle x}":
{\displaystyle y=\bigcup (x)}
Ou "união dos elementos de {\displaystyle x}":
{\displaystyle y=\bigcup _{h\in x}(h)}

### Axioma do infinito
Existe um conjunto {\displaystyle y} que contém o conjunto vazio
{\displaystyle \varnothing }, e para cada {\displaystyle x\in y}, o conjunto {\displaystyle \{x\}} também pertence a {\displaystyle y}. Note que Zermelo usa {\displaystyle \{x\}} como o sucessor de {\displaystyle x} na sequência numérica (Zahlenreihe): 
{\displaystyle 0,\{0\},\{\{0\}\},\{\{\{0\}\}\},\dots }
A definição habitual, que provém de von Neumann, estabelece sucessor de maneira diferente como {\displaystyle x\cup \{x\}}.
O axioma do infinito tal como ele é enunciado por Zermelo, poderia ser interpretado modernamente como:
{\displaystyle \exists y\left((\varnothing \in y)\wedge \forall x(x\in y\Rightarrow \{x\}\in y)\right)}

### Axioma da escolha
Se {\displaystyle x} é um conjunto de conjuntos não vazios e disjuntos
dois a dois, então existe um conjunto de escolha {\displaystyle e}
contido na união de {\displaystyle x}, tal que para cada elemento
{\displaystyle y} de {\displaystyle x}, {\displaystyle e} tem um único elemento
em comum com {\displaystyle y}. A ideia intuitiva é que o conjunto
{\displaystyle e} "escolhe" um elemento de cada {\displaystyle y} em
{\displaystyle x}:
{\displaystyle \forall x\left(\forall y_{0},y_{1}\in x(y_{0}\cap y_{1}=\varnothing )\Rightarrow \exists e\forall y\in x\;\exists z\left(e\cap y=\{z\}\right)\right)}

## Contribuição de Zermelo
- Axioma de extensão. Foi idealizado por Bolzano[3], mas como esse trabalho só foi publicado em 1975, possivelmente era desconhecido por Zermelo. Entretanto, Zermelo possivelmente conhecia o trabalho de Dedekind[4] publicado em 1888, que contém um enunciado desse axioma[5].

- Axioma da separação. É original de Zermelo[6]. Skolem propõe, por volta de 1920, que no lugar da "propriedade definida" que aparece na formulação de Zermelo, seja usada uma fórmula da linguagem (de primeira ordem)[7].

- Axioma do conjunto vazio. Zermelo utiliza a palavra "impróprio" (uneigentliche) para se referir ao conjunto vazio, pois não está claro se se ajusta à definição de Cantor de conjunto[5]. Não usado por Cantor nem por Dedekind, possivelmente seja uma definição original de Zermelo.

- Axiomas do conjunto unitário, do par, da união e da potência. Cantor usa esses procedimentos de maneira não formalizada.

- Axioma do infinito. Cantor não dá uma definição formal dos números naturais, mas assume a existência do conjunto deles. Dessa maneira assume a existência de conjuntos infinitos. Além disso, Cantor afirma:

Que as multiplicidades "enumeráveis" são conjuntos acabados, parece-me um enunciado axiomático seguro.
Na apresentação de Dedekind de 1888 do Princípio de indução matemática, ele concebe o conjunto dos números naturais como contendo e o sucessor de cada elemento desse conjunto. Entretanto, Dedekind define "infinito" de uma maneira diferente, hoje conhecida como infinito de Dedekind.
- Axioma da escolha. Introduzido pelo próprio Zermelo em 1904[11] para demonstrar que todo conjunto pode ser bem ordenado.

## Independência e consistência relativa dos axiomas
O Axioma do conjunto vazio pode ser demonstrado a partir dos outros axiomas, basta usar o Axioma de separação com a fórmula {\displaystyle z}≠{\displaystyle z} que não é satisfeita por nenhum elemento.
Se o Axioma dos pares não pedir explicitamente que {\displaystyle a}≠{\displaystyle b} para a existência do par {\displaystyle \{a,b\}}, então a existência do conjunto unitário segue-se da
existência de {\displaystyle \{a,a\}=\{a\}}. A independência do
Axioma de pares (se os outros axiomas são consistentes) foi
demonstrada por Boffa,
resultado interessante, pois esse axioma não é independente em
Zermelo-Frankel.
Fraenkel introduziu o método dos modelos de permutação para demonstrar
a independência relativa do Axioma da Escolha.
A independência do Axioma de infinito é demonstrada de maneira similar a ZF, {\displaystyle V_{\omega }} é um modelo da teoria de Zermelo sem o Axioma de infinito.
Os axiomas de união e partes são independentes, igual que em ZF. Diferentemente de ZF o axioma da união e consistente relativo aos demais axiomas, se eles foram
consistentes. Assim, o axioma da união é uma extensão forte em ZF, mas uma extensão fraca na teoria de Zermelo. O Axioma de pares também é consistente relativo.